# Šroubatka
Šroubatka (Spirogyra) je rod vláknitých zelených řas pojmenovaných podle charakteristického uspořádání chloroplastů do šroubovice. Šroubatky patří do třídy spájivek, pro kterou je společný charakteristický druh pohlavního rozmnožování, tzv. spájení.
Šroubatky sloužily jako raný modelový organismus pro studium chloroplastů. Roku 1882 Theodor Wilhelm Engelmann prokázal, že fotosyntéza probíhá na chloroplastech. Pozoroval malé bakterie pohybující se za zdrojem kyslíku. Na povrchu šroubatky se bakterie shlukovaly právě nad osvětlenými chloroplasty, které produkovaly kyslík.